# Open de Carthage
 (janvier 2024).
Si vous disposez d'ouvrages ou d'articles de référence ou si vous connaissez des sites web de qualité traitant du thème abordé ici, merci de compléter l'article en donnant les références utiles à sa vérifiabilité et en les liant à la section « Notes et références ».
 (janvier 2024).
L’Open de Carthage est une compétition de taekwondo organisée annuellement par la Fédération tunisienne de taekwondo.
Ce tournoi est un événement majeur dans le calendrier mondial du fait de son label « WTF-G1 ».

## Palmarès hommes
| WTF-G1 | WTF-G1        | WTF-G1                  | WTF-G1             | WTF-G1      | WTF-G1          | WTF-G1     | WTF-G1          | WTF-G1        |
| Année  | -54 kg        | -58 kg                  | -63 kg             | -68 kg      | -74 kg          | -80 kg     | -87 kg          | +87 kg        |
| ------ | ------------- | ----------------------- | ------------------ | ----------- | --------------- | ---------- | --------------- | ------------- |
| 2014   | Mohamed Grami | Farzan Ashourzadeh (en) | Reza Naderian (en) | Balla Dièye | Torann Maizeroi | Omid Amidi | Ahmad Mohammadi | Morteza Shiri |

## Palmarès femmes
| WTF-G1 | WTF-G1        | WTF-G1        | WTF-G1            | WTF-G1           | WTF-G1      | WTF-G1     | WTF-G1          | WTF-G1          |
| Année  | -46 kg        | -49 kg        | -53 kg            | -57 kg           | -62 kg      | -67 kg     | -73 kg          | +73 kg          |
| ------ | ------------- | ------------- | ----------------- | ---------------- | ----------- | ---------- | --------------- | --------------- |
| 2014   | Fadia Farhani | Yasmina Aziez | Sedanur Yumruçali | Banassa Diomandé | Ruth Gbagbi | Haby Niaré | Aminata Doumbia | Gwladys Épangue |